# Mimetismo molecular
El mimetismo molecular se define como la posibilidad teórica de que las similitudes de secuencia entre péptidos extraños y propios son suficientes para dar como resultado la activación cruzada de células T o B autorreactivas por péptidos derivados de patógenos. A pesar de la prevalencia de varias secuencias de péptidos que pueden ser tanto de naturaleza extraña como propia, un solo anticuerpo o TCR (receptor de células T) puede ser activado por solo unos pocos residuos cruciales, lo que enfatiza la importancia de la homología estructural en la teoría del mimetismo molecular. Tras la activación de los linfocitos B o T, se cree que estos linfocitos T o B específicos "imitadores de péptidos" pueden reaccionar de forma cruzada con autoepítopos, lo que conduce a patología tisular (autoinmunidad). El mimetismo molecular es un fenómeno que se ha descubierto como una de las varias formas en que se puede evocar la autoinmunidad. Un evento de imitación molecular es, sin embargo, más que un epifenómeno a pesar de su baja probabilidad estadística de ocurrir y estos eventos tienen serias implicaciones en la aparición de muchos trastornos autoinmunes humanos.
En la última década, el estudio del sistema de autoinmunidad, la imposibilidad de reconocer los antígenos propios como "propios", ha crecido enormemente. Muchos investigadores piensan que la autoinmunidad es el resultado de una pérdida de tolerancia inmunológica, la capacidad de un individuo para discriminar entre sí mismo y lo no propio, aunque otros están empezando a pensar que muchas enfermedades autoinmunes se deben a mutaciones que gobiernan la muerte celular programada o a productos ambientales que dañan los tejidos diana, provocando así una liberación de señales de alarma inmunoestimulantes. El crecimiento en el campo de la autoinmunidad ha dado como resultado un diagnóstico cada vez más frecuente de enfermedades autoinmunes. En consecuencia, datos recientes muestran que las enfermedades autoinmunes afectan aproximadamente a 1 de cada 31 personas dentro de la población general. El crecimiento también ha llevado a una mayor caracterización de qué es la autoinmunidad y cómo se puede estudiar y tratar. Con una mayor cantidad de investigación, ha habido un tremendo crecimiento en el estudio de las diferentes formas en que puede ocurrir la autoinmunidad, una de las cuales es el mimetismo molecular. El mecanismo por el cual los patógenos han evolucionado, u obtenido por casualidad, secuencias de aminoácidos similares o la estructura cristalina tridimensional homóloga de los epítopos inmunodominantes sigue siendo un misterio.

## Términos relacionados
- Mimetismo apoptótico viral, definido por la exposición de fosfatidilserina, un marcador de apoptosis, en la superficie del patógeno, en el caso de la apoptosis, la superficie de la célula muerta que se utiliza para obtener acceso viral al interior de las células inmunes.

## Tolerancia inmunológica
La tolerancia es una propiedad fundamental del sistema inmunológico. La tolerancia implica la no auto-discriminación, que es la capacidad del sistema inmunológico normal para reconocer y responder a antígenos extraños, pero no a los propios antígenos. La autoinmunidad se evoca cuando se rompe esta tolerancia al autoantígeno. La tolerancia dentro de un individuo normalmente se evoca como feto. Esto se conoce como tolerancia materno-fetal donde las células B que expresan receptores específicos para un antígeno particular ingresan a la circulación del feto en desarrollo a través de la placenta.
Después de que las células pre-B abandonan la médula ósea donde se sintetizan, se mueven a la médula ósea donde ocurre la maduración de las células B. Es aquí donde surge la primera ola de tolerancia de las células B. Dentro de la médula ósea, las células pre-B encontrarán varios antígenos propios y extraños presentes en el timo que ingresan al timo desde sitios periféricos a través del sistema circulatorio. Dentro del timo, las células pre-T se someten a un proceso de selección en el que deben seleccionarse positivamente y evitar la selección negativa. Las células B que se unen con baja avidez a los receptores del MHC propio se seleccionan positivamente para la maduración, aquellas que no mueren por apoptosis. Las células que sobreviven a la selección positiva, pero que se unen fuertemente a los autoantígenos, se seleccionan negativamente también por inducción activa de apoptosis. Esta selección negativa se conoce como deleción clonal, uno de los mecanismos de tolerancia de las células B. Aproximadamente el 99 por ciento de las células pre-B dentro del timo se seleccionan negativamente. Solo aproximadamente el 1 por ciento se selecciona positivamente para el vencimiento.
Sin embargo, solo existe un repertorio limitado de antígenos que las células B pueden encontrar dentro del timo. Entonces, la tolerancia de las células B debe ocurrir dentro de la periferia después de la inducción de la tolerancia de las células B dentro del timo, ya que puede encontrarse un grupo más diverso de antígenos en los tejidos periféricos. Este mismo mecanismo de selección positiva y negativa, pero en tejidos periféricos, se conoce como anergia clonal. El mecanismo de la anergia clonal es importante para mantener la tolerancia a muchos antígenos autólogos. La supresión activa es el otro mecanismo conocido de tolerancia de las células T. La supresión activa implica la inyección de grandes cantidades de antígeno extraño en ausencia de un adyuvante que conduce a un estado de falta de respuesta. Este estado que no responde se transfiere luego a un receptor ingenuo del donante inyectado para inducir un estado de tolerancia dentro del receptor.
La tolerancia también se produce en las células T. También hay varios procesos que conducen a la tolerancia de las células B. Al igual que en las células T, la deleción clonal y la anergia clonal pueden eliminar físicamente los clones de células B autorreactivos. La edición del receptor es otro mecanismo para la tolerancia de las células B. Esto implica la reactivación o el mantenimiento de la recombinación V(D)J en la célula, lo que conduce a la expresión de la nueva especificidad del receptor a través de reordenamientos de genes de la región V que crearán variaciones en las cadenas de inmunoglobulina (Ig) pesadas y ligeras.

## Autoinmunidad
Por tanto, la autoinmunidad puede definirse simplemente como excepciones a las "reglas" de tolerancia. Al hacer esto, se genera una respuesta inmune contra el tejido propio y las células. Muchos saben que estos mecanismos son intrínsecos. Sin embargo, existen mecanismos patogénicos para la generación de enfermedades autoinmunes. Los patógenos pueden inducir autoinmunidad mediante la activación policlonal de células B o T, o una mayor expresión de moléculas de clase I o II del complejo principal de histocompatibilidad (MHC). Hay varias formas en que un patógeno puede provocar una respuesta autoinmune. Un patógeno puede contener una proteína que actúa como mitógeno para estimular la división celular, lo que provoca que se produzcan más clones de células B o T. De forma similar, una proteína patógena puede actuar como superantígeno que provoca una rápida activación policlonal de las células B o T. Los patógenos también pueden provocar la liberación de citocinas que provocan la activación de las células B o T, o pueden alterar la función de los macrófagos. Por último, los patógenos también pueden exponer a las células B o T a determinantes crípticos, que son determinantes de autoantígeno que no se han procesado y presentado lo suficiente como para tolerar las células T en desarrollo en el timo y se presentan en la periferia donde se produce la infección.
El mimetismo molecular se ha caracterizado tan recientemente como en la década de 1970 como otro mecanismo por el cual un patógeno puede generar autoinmunidad. El mimetismo molecular se define como estructuras similares compartidas por moléculas de genes diferentes o por sus productos proteicos. La secuencia lineal de aminoácidos o el ajuste conformacional del epítopo inmunodominante pueden compartirse entre el patógeno y el huésped. Esto también se conoce como "reactividad cruzada" entre el autoantígeno del huésped y los epítopos inmunodominantes del patógeno. Luego se genera una respuesta autoinmune contra el epítopo. Debido a una homología de secuencia similar en el epítopo entre el patógeno y el hospedador, las células y tejidos del hospedador asociados con la proteína se destruyen como resultado de la respuesta autoinmune.

## Probabilidad de eventos de mimetismo
El requisito previo para que se produzca el mimetismo molecular es, por tanto, compartir el epítopo inmunodominante entre el patógeno y la secuencia propia inmunodominante que es generada por una célula o tejido. Sin embargo, debido a la variación de aminoácidos entre diferentes proteínas, el mimetismo molecular no debería ocurrir desde el punto de vista de la probabilidad. Suponiendo que se utilizan de cinco a seis residuos de aminoácidos para inducir una respuesta de anticuerpo monoclonal, la probabilidad de que aparezcan 20 aminoácidos en seis residuos idénticos entre dos proteínas es de 1 en 206 o 1 en 64 000 000. Sin embargo, se ha demostrado y documentado evidencia de muchos eventos de mimetismo molecular.
Para determinar qué epítopos se comparten entre el patógeno y el propio, se utilizan grandes bases de datos de proteínas. La base de datos de proteínas más grande del mundo, conocida como la base de datos UniProt (anteriormente SwissProt), ha mostrado informes de mimetismo molecular que se vuelven más comunes con la expansión de la base de datos. La base de datos contiene actualmente 1,5 X 10 7 residuos. La probabilidad de encontrar una coincidencia perfecta con un motivo de 5 aminoácidos de longitud es 1 en 3,7 X 10 −7 (0,055). Por lo tanto, dentro de la base de datos de SwissProt, uno esperaría encontrar 1.5 X 10 7 X 3.7 X 10 −7 = 5 coincidencias. Sin embargo, hay motivos de secuencia dentro de la base de datos que están sobrerrepresentados y se encuentran más de 5 veces. Por ejemplo, la secuencia QKRAA es un motivo de aminoácidos en la tercera región hipervariable de HLA-DRB1 * 0401. Este motivo también se expresa en muchas otras proteínas, como en gp110 del virus de Epstein-Barr y en E. coli. Este motivo aparece 37 veces en la base de datos. Esto sugeriría que la secuencia lineal de aminoácidos puede no ser una causa subyacente del mimetismo molecular, ya que se puede encontrar numerosas veces en la base de datos. Existe, entonces, la posibilidad de variabilidad dentro de la secuencia de aminoácidos, pero la similitud en la estructura tridimensional entre dos péptidos puede ser reconocida por clones de células T. Esto, por lo tanto, descubre una falla en bases de datos tan grandes. Es posible que puedan dar una pista sobre las relaciones entre epítopos, pero la importante estructura tridimensional aún no se puede buscar en una base de datos de este tipo.

## Mimetismo estructural
A pesar de que no existe una similitud obvia en la secuencia de aminoácidos del patógeno con los factores del hospedador, los estudios estructurales han revelado que el mimetismo todavía puede ocurrir a nivel del hospedador. En algunos casos, los imitadores patógenos pueden poseer una arquitectura estructural que difiere notablemente de la de los homólogos funcionales. Por tanto, las proteínas de secuencia diferente pueden tener una estructura común que provoque una respuesta autoinmune. Se ha planteado la hipótesis de que estas proteínas virulentas muestran su mimetismo a través de superficies moleculares que imitan las superficies de la proteína del huésped (pliegue proteico o conformación tridimensional), que se han obtenido por evolución convergente. También se ha teorizado que estos pliegues proteicos similares se han obtenido mediante transferencia horizontal de genes, muy probablemente de un huésped eucariota. Esto respalda aún más la teoría de que los organismos microbianos han desarrollado un mecanismo de ocultación similar al de los organismos superiores, como la mantis religiosa africana o el camaleón, que se camuflan para poder imitar su origen y no ser reconocidos por otros.
A pesar de la homología de secuencia diferente entre el péptido propio y el extraño, las interacciones electrostáticas débiles entre el péptido extraño y el MHC también pueden imitar al propio péptido para provocar una respuesta autoinmune dentro del huésped. Por ejemplo, los residuos cargados pueden explicar la tasa de activación mejorada y la tasa de desactivación reducida de un antígeno particular o pueden contribuir a una mayor afinidad y actividad por un antígeno particular que quizás pueda imitar la del huésped. De manera similar, las crestas prominentes en el piso de las ranuras de unión de péptidos pueden hacer cosas como crear protuberancias C-terminales en péptidos particulares que pueden aumentar en gran medida la interacción entre péptidos extraños y propios en el MHC. De manera similar, ha habido evidencia de que incluso características generales tales como interacciones ácidas/básicas e hidrófobas /hidrófilas han permitido que péptidos extraños interactúen con un anticuerpo o MHC y TCR. Ahora es evidente que las consideraciones de similitud de secuencia no son suficientes cuando se evalúan epítopos mimetizadores potenciales y los mecanismos subyacentes del mimetismo molecular. Por tanto, se ha demostrado que el mimetismo molecular, a partir de estos ejemplos, se produce en ausencia de una verdadera homología de secuencia.
Ha habido una creciente evidencia de que imitan eventos causados no solo por similitudes de aminoácidos sino también en similitudes en los motivos de unión al MHC. Por tanto, se produce un mimetismo molecular entre dos péptidos reconocidos que tienen superficies antigénicas similares en ausencia de homología de secuencia primaria. Por ejemplo, residuos específicos de un solo aminoácido, como la cisteína (crea enlaces disulfuro), la arginina o la lisina (forman múltiples enlaces de hidrógeno), podrían ser esenciales para la reactividad cruzada de las células T. Estos restos individuales pueden ser los únicos restos conservados entre el antígeno propio y el extraño que permiten que los péptidos no específicos de secuencia estructural pero similar se unan al MHC.

## Propagación del epítopo
La propagación del epítopo, también conocida como propagación determinante, es otra forma común en la que puede ocurrir la autoinmunidad que utiliza el mecanismo de mimetismo molecular. Las células T autorreactivas se activan de novo por autoepítopos liberados de forma secundaria al daño de espectadores mediado por células T específicas de patógenos. Las respuestas de las células T a epítopos progresivamente menos dominantes se activan como consecuencia de la liberación de otros antígenos secundarios a la destrucción del patógeno con una secuencia inmunodominante homóloga. Por tanto, las respuestas inflamatorias inducidas por patógenos específicos que desencadenan respuestas proinflamatorias Th1 tienen la capacidad de persistir en hospedadores genéticamente susceptibles. Esto puede conducir a una enfermedad autoinmune específica de órganos. Por el contrario, la propagación del epítopo podría deberse a que los antígenos diana están físicamente unidos intracelularmente como miembros de un complejo al autoantígeno. El resultado de esto es una respuesta autoinmune que es desencadenada por un antígeno exógeno que progresa a una respuesta verdaderamente autoinmune contra el autoantígeno imitado y otros antígenos. A partir de estos ejemplos, está claro que la búsqueda de epítopos miméticos candidatos debe extenderse más allá de los epítopos inmunodominantes de una respuesta autoinmune dada.

## Implicaciones en las enfermedades humanas

### Enfermedades del sistema nervioso central.
Se ha demostrado que el virus VIH-1 causa enfermedades del sistema nervioso central (SNC) en humanos a través de un aparato de imitación molecular. La gp41 del VIH-1 se usa para unir quimiocinas en la superficie celular del huésped, de modo que el virión pueda entrar en el huésped. Los astrocitos son células del SNC que se utilizan para regular las concentraciones de K+ y neurotransmisores que ingresan al líquido cefalorraquídeo (LCR) para contribuir a la barrera hematoencefálica. Una secuencia de doce aminoácidos (Leu-Gly-Ile-Trp-Gly-Cys-Ser-Gly-Lys-Leu-Ile-Cys) en gp41 del virus VIH-1 (región inmunodominante) muestra homología de secuencia con doce aminoácidos proteína en la superficie de los astrocitos humanos. Se producen anticuerpos para la proteína gp41 del VIH-1. Estos anticuerpos pueden reaccionar de forma cruzada con astrocitos dentro del tejido del SNC humano y actuar como autoanticuerpos. Esto contribuye a muchas complicaciones del SNC que se encuentran en pacientes con SIDA.
El virus de la encefalomielitis murina de Theiler (TMEV) conduce al desarrollo en ratones de una respuesta progresiva mediada por células T CD4 + después de que estas células se hayan infiltrado en el SNC. Se ha demostrado que este virus causa una enfermedad del SNC en ratones que se asemeja a la esclerosis múltiple, una enfermedad autoinmune en los seres humanos que resulta en la destrucción gradual de los axones del SNC que recubren la vaina de mielina. El virus del ratón TMEV comparte una secuencia de trece aminoácidos (His-Cys-Leu-Gly-Lys-Trp-Leu-Gly-His-Pro-Asp-Lys-Phe) (epítopo PLP (proteína proteolípida) 139-151) con ese de un epítopo específico de mielina humana. El daño de la mielina transeúnte es causado por células Th1 específicas del virus que reaccionan de forma cruzada con este autoepítopo. Para probar la eficacia en la que TMEV utiliza el mimetismo molecular en su beneficio, se insertó una secuencia del epítopo específico de mielina humana en una variante de TMEV no patógena. Como resultado, hubo una respuesta de células T CD4+ y se inició la desmielinización autoinmune mediante la infección con un ligando peptídico de TMEV. En humanos, se ha demostrado recientemente que existen otros posibles objetivos para el mimetismo molecular en pacientes con esclerosis múltiple. Estos involucran al virus de la hepatitis B que imita la proteína proteolípida humana (proteína de la mielina) y al virus de Epstein-Barr que imita la anti mielina glicoproteína oligodendrocitaria (contribuye a un anillo de mielina alrededor de los vasos sanguíneos).

### Trastornos musculares
La miastenia gravis es otra enfermedad autoinmune común. Esta enfermedad provoca debilidad muscular fluctuante y fatiga. La enfermedad se produce debido a anticuerpos detectables producidos contra el receptor de acetilcolina humano. El receptor contiene una secuencia de siete aminoácidos (Trp-Thr-Tyr-Asp-Gly-Thr-Lys) en la subunidad α que demuestra reactividad inmunológica cruzada con un dominio inmunodominante compartido de gpD del virus del herpes simple (HSV). De manera similar al VIH-1, la gpD también ayuda a unirse a las quimiocinas en la superficie celular del hospedador para ingresar al hospedador. La reactividad cruzada del autoepítopo (subunidad α del receptor) con los anticuerpos producidos contra el VHS sugiere que el virus está asociado con el inicio de la miastenia gravis. El HSV no solo causa reactividad cruzada inmunológica, sino que el péptido gpD también inhibe competitivamente la unión del anticuerpo producido contra la subunidad α a su péptido correspondiente en la subunidad α. A pesar de esto, todavía se produce una respuesta autoinmune. Esto muestra además una homología de secuencia inmunológicamente significativa con el sitio biológicamente activo del receptor de acetilcolina humano.

## Control
Hay formas de evitar la autoinmunidad provocada por el mimetismo molecular. El control del factor iniciador (patógeno) mediante vacunación parece ser el método más común para evitar la autoinmunidad. Inducir la tolerancia al autoantígeno del huésped de esta manera también puede ser el factor más estable. El desarrollo de una respuesta inmune reguladora a la baja al epítopo compartido entre el patógeno y el huésped puede ser la mejor manera de tratar una enfermedad autoinmune causada por mimetismo molecular. Alternativamente, también se ha utilizado como posible solución el tratamiento con fármacos inmunosupresores como ciclosporina y azatioprina. Sin embargo, en muchos casos se ha demostrado que esto es ineficaz porque las células y los tejidos ya se han destruido al inicio de la infección.

## Otras lecturas
- «Molecular mimicry, bystander activation, or viral persistence: infections and autoimmune disease». Clin. Microbiol. Rev. 19 (1): 80-94. January 2006. PMC 1360274. PMID 16418524. doi:10.1128/CMR.19.1.80-94.2006.

- Datos: Q963278